# Nymphaea novogranatensis
Nymphaea novogranatensis là một loài thực vật có hoa trong họ Nymphaeaceae. Loài này được Wiersema miêu tả khoa học đầu tiên năm 1984.